# Alberto Lombardi
Alberto Lombardi (n. 21 august 1893, Dronero, Piemont, Italia – d. 10 aprilie 1975, Dronero, Piemont, Italia) a fost un sportiv ce a reprezentat Italia, medaliat olimpic. A participat la o ediție a Jocurilor Olimpice (1924) în care a câștigat o medalie de bronz.

## Participări
Lista de mai jos prezintă principalele competiții la care a participat Alberto Lombardi de-a lungul carierei.
- equestrian at the 1924 Summer Olympics – team eventing[*]